# التهاب الجلد التماسي التهيجي
التهاب الجلد التماسي التهيجي هو الشكل الأكثر شيوعاً من أشكال التهاب الجلد التماسي، يمكن تقسيمه إلى أشكال تسببها المهيجات الكيميائية وتلك التي تسببها المهيجات الفيزيائية. على عكس التهاب الجلد التماسي التحسسي، يحدث تهيج الجلد هذا عندما تقوم مادة ما بإتلاف الطبقة الخارجية الواقية للبشرة. تبدأ بشرة بعض الناس بالتهيج مع المهيجات القوية بعد التعرض لمرة واحدة. قد يصاب البعض الآخر بعلامات وأعراض بعد التعرض المتكرر للمهيجات الخفيفة. ويطور بعض الناس تحملاً للمادة بمرور الوقت. تشمل المهيجات الشائعة ما يلي:
- المذيبات.
- المسح بالكحول.
- الكلور والمنظفات.
- الشامبو.
- المواد المحمولة جوًا مثل نشارة الخشب أو غبار الصوف.
- النباتات.
- الأسمدة والمبيدات.

## التهاب الجلد التماسي التهيجي الكيميائي
التهاب الجلد التماسي التهيجي الكيميائي يمكن أن يكون حادًا أو مزمنًا، وعادة ما يرتبط بمهيجات قوية وضعيفة، على التوالي. تم صياغة التعريف التالي من قبل Mathias and Maibach في سنة 1978:تختلف آلية العمل: المنظفات والمواد الخافضة للتوتر السطحي ودرجات الأس الهيدروجيني القصوى والمذيبات العضوية كلها تؤثر بشكل مباشر على خصائص حاجز البشرة. تشمل هذه التأثيرات إزالة مستحلب الدهون، وإزالة الدهون من الجلد، وإلحاق الضرر الخلوي بالظهارة، وزيادة فقدان الماء عبر البشرة عن طريق إتلاف آليات ربط الماء في الطبقة القرنية وإتلاف الحمض النووي، مما يؤدي إلى ترقق الطبقة. للمهيجات المركزة تأثير حاد، ولكن هذا ليس شائعًا مثل التأثير التراكمي المزمن للمهيجات التي تتراكم آثارها الضارة مع الجرعات اللاحقة (ESCD 2006).
غالبًا ما تكون المهيجات الكيميائية عبارة عن قلويات قوية كما هو موجود في منظفات الصرف والصابون مع بقايا محلول الهيدروكسيد. يمكن أن تسبب العديد من المركبات الكيميائية الأخرى أيضًا التهاب الجلد التماسي.

## التهاب الجلد التماسي التهيجي الفيزيائي
الأبحاث العلمية حول التهاب الجلد التماسي التهيجي الفيزيائي أقل من التهاب الجلد التماسي الكيميائي نظرًا لآليات عمله المختلفة الغير مفهومة بعد وعدم وجود اختبار لتشخيصه.

عادة ما يكون التاريخ الكامل للمريض مصحوبًا باختبار الرقعة الحساسية السلبية ضروريًا للوصول إلى التشخيص الصحيح. ينتج أبسط أشكال التهاب الجلد التماسي التهيجي الفيزيائي عن الاحتكاك لفترات طويلة، على الرغم من أن تنوع المهيجات المؤثرة أوسع بكثير. تشمل الأمثلة احتكاك الورق والألياف الزجاجية والملابس الخشنة.

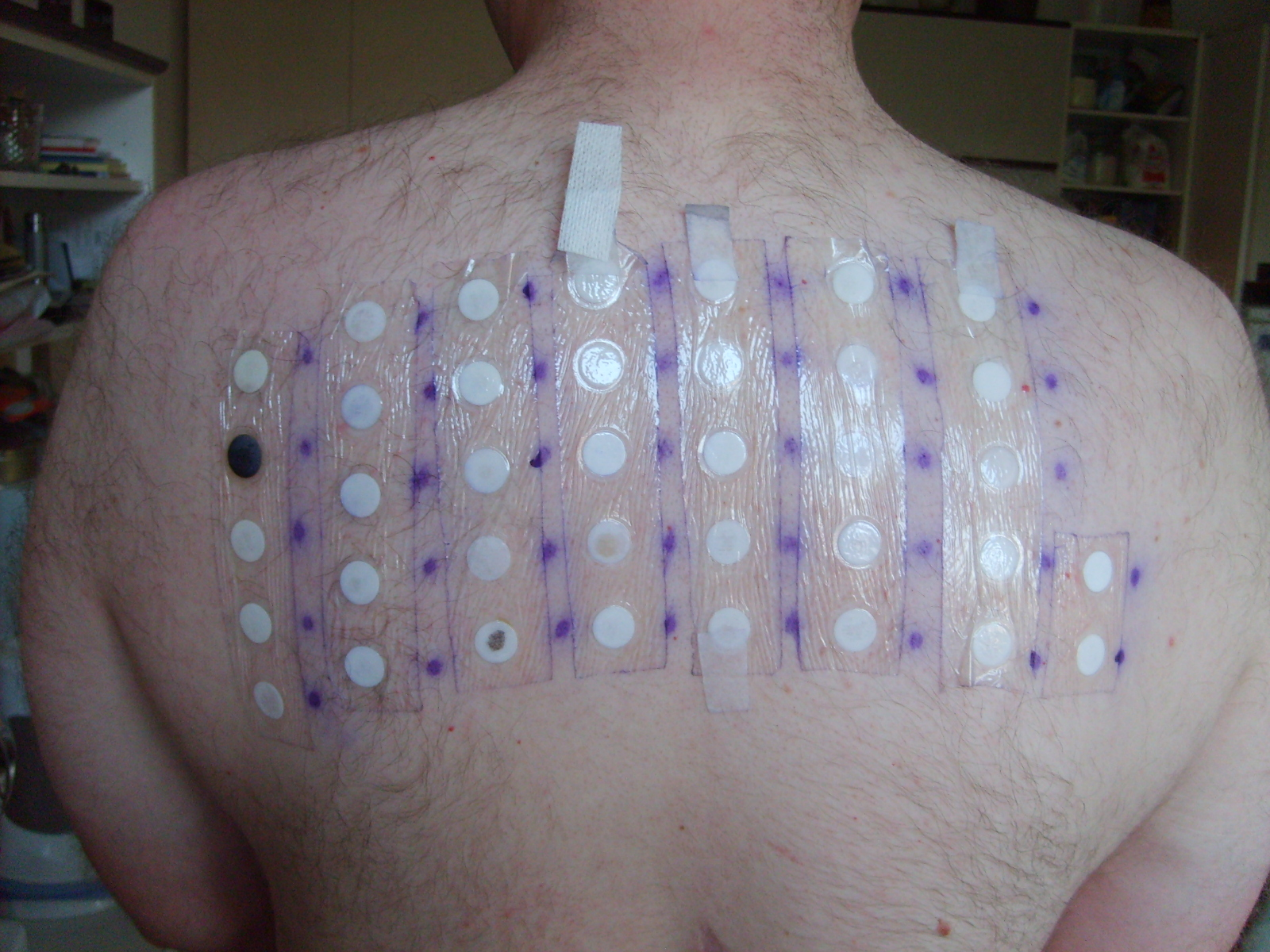
إختبار الرقعة

### الرطوبة المنخفضة
يعتبر انخفاض الرطوبة الناتج عن تكييف الهواء السبب الأكثر شيوعًا لالتهاب الجلد التماسي التهيجي الفيزيائي. بالنسبة للشخص العادي، يمكن أن يكون تعريف الرطوبة المنخفضة كمسبب للتهيج الفيزيائي محيرًا لأن الرطوبة المنخفضة هي عجز (أو غياب) لمادة عنصرية، في حين أن جميع المهيجات الأخرى المسببة للتهاب الجلد التماسي تكون في تركيزات عالية النسبة. لذا فإن المسبب للتهيج هو في الواقع نقص في بخار الماء. يتفاقم هذا الالتباس مع استخدام مصطلح «التلامسي» الذي يشير إلى «اللمس» (كما هو الحال مع جميع أشكال التهاب الجلد التماسي المهيج الفيزيائي) بينما في حالة انخفاض الرطوبة، يحدث التهاب الجلد التماسي التهيجي الفيزيائي عندما يكون هناك غياب للتلامس مع بخار الماء.[بحاجة لمصدر]

### النباتات
تسبب العديد من النباتات التهاب الجلد التماسي التهيجي من خلال الأشواك أو الشعر المهيج. تعمل بعض النباتات مثل الحوذان والفربيون والنجمية بوسائل كيميائية. تحتوي عصارة هذه النباتات على عدد من القلويات، والجليكوزيدات، والصابونين، والأنثراكينون، و (في حالة البصلة النباتية) بلورات أكسالات الكالسيوم المهيجة - وكلها يمكن أن تسبب التهاب الجلد التماسي التهيجي للبلورات.[بحاجة لمصدر]
من المعروف أن بعض أنواع القرع الشتوي، مثل القرع الجلاطي يتسبب في رد فعل تحسسي لدى العديد من الأفراد، وخاصة أثناء تحضير الطعام حيث يتم قطع جلد القرع وتعريضه للبشرة. غالبًا ما يتخذ مناولو الطعام وعمال المطبخ الاحتياطات اللازمة لارتداء المطاط أو اللاتكس القفازات عند تقشير الجوز والقرع لتجنب التهاب الجلد المؤقت. قد ينتج عن التهاب الجلد التماسي، الذي تسببه أنواع القرع هذه، بشرة جلدية برتقالية ومتشققة، والإحساس «بالانشداد» أو «الخشونة».[بحاجة لمصدر]

## طالع أيضًا
- التهاب الجلد التماسي
- التهاب الجلد التماسي التحسسي
- التهاب الجلد التماسي المحدث بالأوروشل